# يحيى بن عباد الأنصاري
يحيى بن عباد بن شيبان بن مالك الأنصاري السلمي أبو هبيرة الكوفي، تابعي، رواي حديث نبوي من الثقات، من أهل الكوفة. روى له البخاري في الأدب المفرد، وروى له الباقون. قال مجاهد بن جبر:
| يحيى بن عباد الأنصاري | أعجب أهل الكوفة إليّ أربعة: طلحة، وزبيد، ومُحَمَّد بْن عبد الرحمن بْن يزيد، ويَحْيَى بْن عباد أَبُو هبيرة الأَنْصارِيّ. | يحيى بن عباد الأنصاري |

## روايته للحديث النبوي
- روى عن: أنس بن مالك، وجابر بن عبد الله بن عمرو بن حرام، وخباب بن الأرت مرسل، وسعيد بن جبير، وجده أَبِي يَحْيَى شَيْبَان بْن مَالِك الأَنْصارِيّ وله صحبة، وأبيه عباد بْن شَيْبَان، وعطاء بن أبي رباح، وأبي هريرة ويُقال مرسل، وأم الدرداء.
- روى عنه: إِسْمَاعِيل بْن عَبْد الرَّحْمَنِ السدي، وأشعث بن سوار، وحريث بْن أَبي مطر، والحسن بْن الحكم النخعي، وحنش بْن الحارث النخعي، وسُلَيْمان بْن أَبي المغيرة الكوفي، وسليمان بن طرخان التيمي، وسيار أَبُو الحكم، وعبد المجيد بْن سهيل، وليث بن أبي سليم، ومجالد بن سَعِيد ومسعر بن كدام، ومنصور بن المعتمر.[1]
- الجرح والتعديل: وثّقه النسائي، ذكره ابن حبان في كتاب الثقات، وروى له البخاري في الأدب المفرد، وروى له الباقون.[1]